# Xã Richman, Quận Wayne, Iowa
Xã Richman (tiếng Anh: Richman Township) là một xã thuộc quận Wayne, tiểu bang Iowa, Hoa Kỳ. Năm 2010, dân số của xã này là 619 người.